# العمارة الباروكية التشيكية

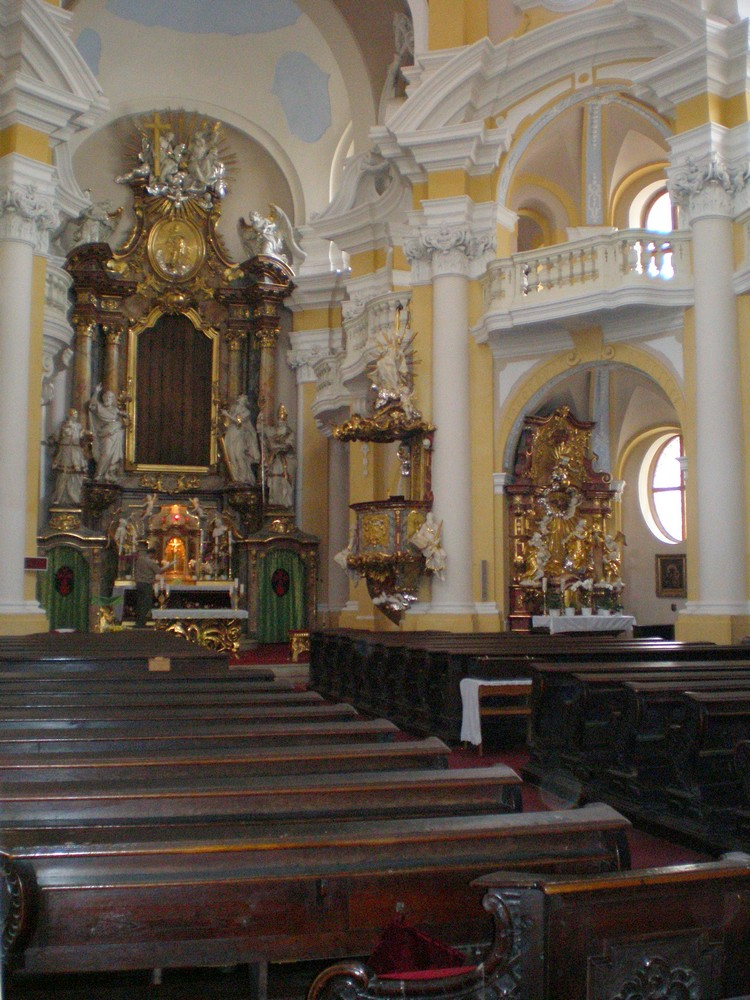

تُشير العمارة الباروكية التشيكية إلى الفترة المعمارية في القرنين السابع عشر والثامن عشر في بوهيميا ومورافيا وسيليزيا التشيكية، التي كانت تتألف من تاج بوهيميا وتشكل اليوم جمهورية التشيك.
غير أسلوب الباروك أيضًا طابع الريف التشيكي (معظم الكنائس والمصليات في الريف التشيكي ذات أسلوب باروكي). تعتبر عمارة الباروكية التشيكية جزءًا فريدًا من التراث الثقافي الأوروبي بفضل شموليتها وتفوقها. كانت الأراضي التشيكية (خاصة بوهيميا) في الثلث الأول من القرن الثامن عشر، واحدة من المراكز الفنية الرائدة بأسلوب الباروك. جرى في بوهيميا الانتهاء من تطوير الأسلوب الراديكالي الباروكي الذي أنشأه في إيطاليا فرانشيسكو بوروميني وغوارينو غورايني، بطريقة أصيلة للغاية. من المعماريين البارزين الذين اتبعوا أسلوب الباروك التشيكيي العالي (المعروف أيضًا باسم الباروك الراديكالي في بوهيميا)، كريستوف دينتزنهوفر وكيليان إغناز دينتزينهوفر ويان بلاجيه سانتيني- أيشيل.
اقترن انتشار أسلوب الباروك في تاج بوهيميا بانتصار الكنيسة الكاثوليكية خلال حرب الثلاثين عامًا عندما أصبحت الكنيسة الكاثوليكية الكنيسة القانونية الوحيدة في مملكة بوهيميا (منذ عام 1627) ومارغرافيت مورافيا (منذ عام 1628). يمكن رؤية ذروة الطراز الباروكي في الأراضي التشيكية في أوائل القرن الثامن عشر.
جاء العديد من معماريي الباروك الذين عملوا وعاشوا وماتوا أيضًا في الأراضي التشيكية، من بلدان مختلفة أو كانوا من أصل أجنبي، إذ أن معظمهم إيطاليون وجاء بعضهم من بافاريا أو النمسا أو فرنسا.

## منذ أواخر عصر النهضة والنهجية حتى الباروك المبكر
اخترق الطراز الباروكي بوهيميا في النصف الأول من القرن السابع عشر. كانت براغ واحدة من المراكز الرئيسية لفن النهجية (أسلوب عصر النهضة المتأخر، الذي توقع الباروك المبكر) في عهد رودولف الثاني (1576- 1611)، الذي بُنيت في نهاية فترة حكمه وأثناء عهد شقيقه ماتياس (1611- 1619)، بعض المباني المتأخرة بأسلوب عصر النهضة أو بأسلوب النهجية مع عناصر الباروك المبكر في براغ. كان من الصعب التمييز بين أسلوب النهجية وأسلوب الباروك المبكر بسبب عدم وجود فرق واضح، لذلك يعتبر بعض العلماء أن هذه المباني من الباروك المبكر، بينما يعتبرها البعض الآخر من النهجية.
تضم هذه المباني الانتقالية الكنيسة الإيطالية المكرسة لظهور مريم العذراء، المجاورة للكلية اليسوعية السابقة المسماة كليمنتيوم التي بُنيت بين عامي 1590- 1600 للإيطاليين المقيمين في براغ، والتي صممها الإيطالي أو. ماسكارينو، وهي تُعد كنيسة مهمة جدًا للعمارة الباروكية التشيكية على الرغم من أنها كنيسة من عصر النهضة المتأخرة أو كنيسة نهجية، وذلك بسبب مخططها الأرضي الإهليلجي الذي هو أكثر نموذجية في العمارة الباروكية من أسلوب عصر النهضة العقلاني.
تُعد بوابة ماتياس في قلعة براغ التي بناها جيوفاني ماريا فيليبي على الأرجح قبل عام 1614، أول هيكل باروكي في براغ.